# Rijnhaven
Der Rijnhaven ist ein Hafenbecken in Rotterdam. Der Rijnhaven ist einer der ältesten Häfen am Südufer der Nieuwe Maas. Der Bau dauerte von 1887 bis 1895. Die Fläche beträgt 28 ha.

## Geschichte

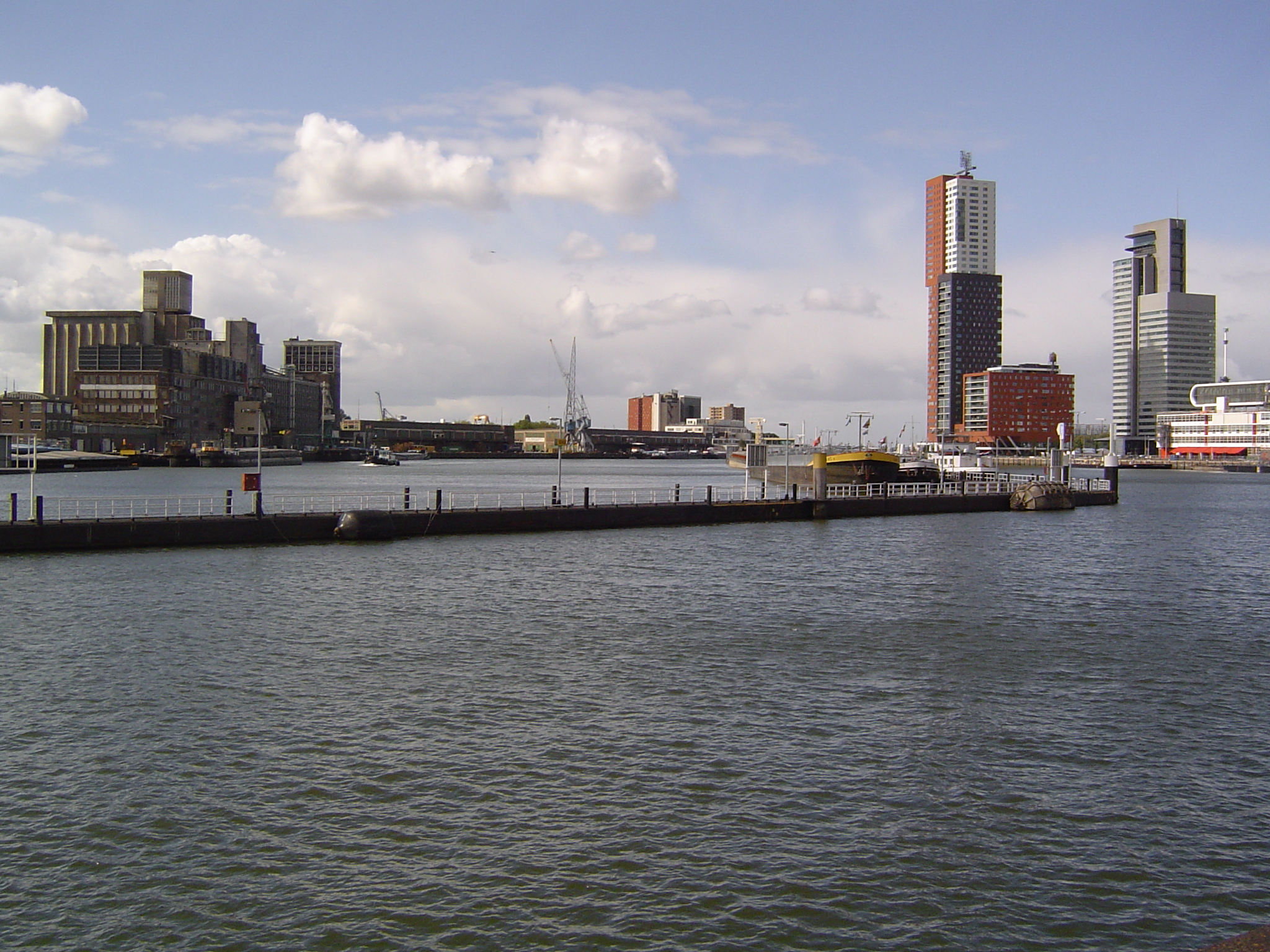
Blick in den Rijnhaven

Der Hafen wurde ursprünglich als Winterhafen für Binnenschiffe gebaut, die hier im Winter liegen konnten, wenn die Rheinschifffahrt infolge von Eisgang oder einem teilweise zugefrorenen Fluss eingestellt war.
1888 stellte der Direktor der Rotterdamer Stadtwerke, G.J. de Jongh, in einem Bericht fest, dass der Hafen für Seeschiffe ertüchtigt werden sollte, um so für den zunehmenden Ladungsverkehr über Rotterdam zur Verfügung zu stehen. Das Hafenbecken wurde daraufhin für den Umschlag von Massengütern umgebaut. Die Schiffe lagen während des Umschlags nicht direkt am Kai, sondern machten an Bojen im Hafenbecken fest. Später verlor der Rijnhaven seine Umschlagsfunktion größtenteils und wurde wieder primär zu einem Winterhafen für Binnenschiffe. 2015 wurden die Liegeplätze für die Binnenschifffahrt unter anderem in den benachbarten Maashaven verlegt. Lediglich an der Codrico-Fabrik, die durch die Verarbeitung von Mais, Getreide und anderen landwirtschaftlichen Produkten Halbfabrikate für die Lebens- und Futtermittelindustrie herstellt, findet noch Umschlag statt.

## Renovierung
Aufgrund der städtebaulichen Entwicklungen auf dem Kop van Zuid und Katendrecht wurde das Gebiet um den Rijnhaven grundlegend renoviert. Viele der Lagerhäuser wurden abgerissen, um Hochhäusern Platz zu machen, nur wenige Lagerhäuser und Silos stehen noch an der Südseite. Im Norden des Hafens befindet sich das Nieuwe Luxor Theater mit eigenem Fähranleger. In der Nähe des Hafens befindet sich die Station Rijnhaven der Linie D und E der Rotterdamer U-Bahn. Die Einfahrt in den Hafen wird von einer Fußgängerbrücke überspannt, die für die Durchfahrt von Schiffen geöffnet werden kann.
Seit 2010 befand sich der Schwimmende Pavillon (Drijvend Paviljoen) an der Tillemakade. Der von Public Domain Architects (PDA) entworfene Pavillon besteht aus drei miteinander verbundenen Kuppeln, die ein einzelnes Raumfachwerk aus Stahl kombiniert mit einer transparenten, isolierenden Haut aus ETFE-Kissen (dieses extrem leichte Material hat seinen Ursprung in der Luft- und Raumfahrt) bilden. Er war das Startprojekt für dauerhaftes schwimmendes Bauen in Rotterdam. Es wurde als Veranstaltungsort für diverse Firmenpräsentationen genutzt. Der Schwimmende Pavillon war das erste Projekt der Rotterdam Climate Initiative (RCI). 2021 wurde der Pavillon auf den RDM-Campus auf der Heijplaat verlegt. 
Im März 2020 wurde bekannt gegeben, dass der Rijnhaven nach 2024 teilweise zugeschüttet und für den Wohnungsbau und den Bau eines Stadtparks genutzt werden soll. Der Posthumalaan wird dann zu einem Stadtboulevard mit hohen Wohntürmen und die U-Bahn-Stationen 'Wilhelminaplein' und 'Rijnhaven' werden saniert.
Im Herbst 2020 wurde das Floating Office Rotterdam (FOR) an der Antoine Platekade seiner Bestimmung übergeben. Es gilt als das größte schwimmende Bürogebäude weltweit und beherbergt das Global Center on Adaptation. Außerdem ist hier ein Restaurant und ein Außenschwimmbad untergebracht.